# Ospedale Maurizio Bufalini
L'ospedale Maurizio Bufalini è l'ospedale pubblico della città di Cesena, struttura sanitaria afferente all'Azienda USL della Romagna. È sede di DEA (Dipartimento Emergenza Urgenza e Accettazione) di secondo livello nonché una struttura avanzata con alcune eccellenze che gli conferiscono rilievo a livello regionale e nazionale.

## Storia
La prima testimonianza di una struttura ospedaliera a Cesena risale al 1297. A dare avvio a una fervida attività ospedaliera furono i religiosi e le confraternite laicali. Alla fine del XIV secolo sono in funzione gli ospedali San Bartolomeo, Sant'Antonio, San Tobia e il lazzaretto del Santissimo Crocifisso. Quest'ultimo, nel XVI secolo, viene riconvertito in una vera e propria struttura sanitaria. Nel 1797 viene trasferito nell'ex convento di San Rocco e successivamente nel 1811 nell'ex convento di San Domenico.
Il 24 aprile del 1907 la Congregazione di carità, in accordo con la giunta comunale, delibera la costruzione di un nuovo ospedale nei pressi della ferrovia. Il 31 luglio del 1911 la struttura venne inaugurata e intitolata al medico e senatore cesenate Maurizio Bufalini.
Al termine della seconda guerra mondiale prendono via i lavori ai piedi del Colle Spaziano, il 22 febbraio del 1962 la struttura entra in servizio, mentre l'inaugurazione ufficiale avvenne il 14 luglio dello stesso anno alla presenza dell'allora presidente del Consiglio Amintore Fanfani.
Nel settembre 2009 l'ospedale è entrato nella cronaca nazionale quando vi è morta una paziente di 57 anni affetta da influenza A H1N1.
Nel 2011 l'ospedale è stato scelto per l'assistenza ai cittadini italiani o stranieri che, provenienti dal Giappone, volessero sottoporsi a controlli a seguito dell'incidente di Fukushima Daiichi.

## Organizzazione
- Anatomia patologica
- Anestesia rianimazione
- Anestesia terapia intensiva
- Cardiologia U.T.I.C.
- Centro grandi ustionati
- Centro prelievi Ospedale Bufalini
- Chirurgia d'urgenza
- Chirurgia generale toracica
- Chirurgia maxillo facciale
- Chirurgia vascolare
- Dermatologia
- Ematologia
- Gastroenterologia ed endoscopia digestiva
- Geriatria
- Laboratorio analisi
- Lungodegenza
- Malattie infettive
- Malattie metaboliche e diabetologia
- Medicina d'urgenza
- Medicina interna
- Medicina nucleare
- Medicina riabilitativa
- Medicina trasfusionale
- Medicina vascolare e angiologia
- Nefrologia dialisi
- Neurochirurgia
- Neurologia
- Neuroradiologia
- Oculistica
- Oncologia
- Ortopedia
- Ostetricia ginecologia
- Otorinolaringoiatria
- Pediatria
- Pneumologia ed endoscopia bronchiale
- Radiologia
- Terapia intensiva di pediatria e neonatologia
- Urologia